# 새크라멘토에서의 제럴드 포드 암살 시도
1975년 9월 5일, 맨슨 패밀리 광신도였던 리네트 "스퀴키" 프롬은 캘리포니아 새크라멘토에서 미국 대통령 제럴드 포드를 암살하려 시도했다. 프롬은 포드에게서 팔 길이만큼 떨어진 곳에 서서 캘리포니아 주 의사당 건물 공공 부지에서 콜트 M1911 권총을 그에게 겨냥하고 총에 탄환을 장전하지 않은 채 발사하려 했으나 실패했다.
암살 시도 후 포드는 캘리포니아 주 의사당으로 계속 걸어가 제리 브라운 주지사를 만났다.
프롬은 자신의 범죄로 인해 34년 동안 수감되었고, 포드 사망 2년 7개월 뒤인 2009년 8월 14일에 석방되었다. 미시간주 그랜드래피즈에 있는 제럴드 R. 포드 대통령 박물관은 이후 암살 시도에 사용된 M1911 권총을 기증받아 전시했다.

## 배경

### 범인

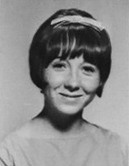
1965년 리네트 "스퀴키" 프롬

조지 스판에게 "스퀴키"라는 별명을 얻은 리네트 프롬은 1969년 캘리포니아 로스앤젤레스에서 배우 샤론 테이트와 8명을 살해한 혐의로 유죄 판결을 받은 찰스 맨슨 추종자였다. 프롬은 맨슨의 초기 추종자 중 한 명이었고, 가장 헌신적인 사람 중 한 명으로 평판이 높았다. 수년에 걸쳐 프롬은 맨슨 컬트 회원들이 대부분 수감된 후에도 서로 연락을 유지하는 데 리더 역할을 맡았다.
1971년 4월, 프롬은 테이트 살인 사건 증인인 바바라 호이트가 살인 재판에서 증언하는 것을 막기 위해 환각제 리세르그산 디에틸아미드를 넣은 햄버거를 먹이려 시도한 혐의로 90일간 수감되었다. 프롬은 새크라멘토 1725 P가(P Street) (북위 38° 34′ 16″ 서경 121° 29′ 09″ / 북위 38.571142°  서경 121.485807° )에 있는 다락 아파트에서 맨슨 패밀리의 오랜 멤버이자 절친한 친구인 산드라 굿과 함께 살았다. 4년 뒤인 1975년, 프롬은 포드 대통령이 일으킨 환경 오염과 그것이 ATWA(공기, 나무, 물, 동물)에 미치는 영향에 대해 맞서고 싶어 했다.

### 암살 시도로 이어진 사건들
1975년 7월, 캘리포니아의 비교적 신임 주지사였던 민주당 소속 제리 브라운은 1975년 9월 5일 아침 새크라멘토 컨벤션 센터에서 열릴 부유한 캘리포니아 사업가들의 연례 모임인 제49회 새크라멘토 "호스트 조찬회"에서 연설을 확정하는 것을 거부했다. 브라운에게 정치적 교훈을 주기 위해, 그는 30년이 넘는 세월이 지난 후 초대장에 대한 "지연된 응답"이라고 묘사할 만한 일이었기 때문에, 정치적으로 강력한 단체는 대신 공화당 소속인 미국 대통령 포드를 초청하여 아침 연설을 하게 했다. 포드는 1976년 미국 대통령 선거에서 캘리포니아의 선거인단 투표가 자신의 성공에 매우 중요하다고 보았고, 호스트 조찬회 연설 초대를 수락했다.
1975년 8월 초, 뉴욕 타임스는 미국 환경보호청이 분광학적 연구로 캘리포니아 스모그라는 제목의 연구를 발표했으며, 스모그가 농촌 지역에 널리 퍼져 있음을 보여준다고 보도했다. 뉴욕 타임스 기사는 또한 포드 대통령이 미국 의회에 1970년 청정대기법 개정안을 넘어 1963년 청정대기법 조항을 완화해 줄 것을 요청했으며, 포드의 다가오는 9월 캘리포니아 방문에 대한 세부 정보를 제공했다. 포드의 방문 소식을 들은 후, 전과자 토마스 엘버트는 8월 18일 미국 비밀경호국에 전화를 걸어 포드가 새크라멘토를 방문할 때 그를 살해하겠다고 위협하여 체포되었다.

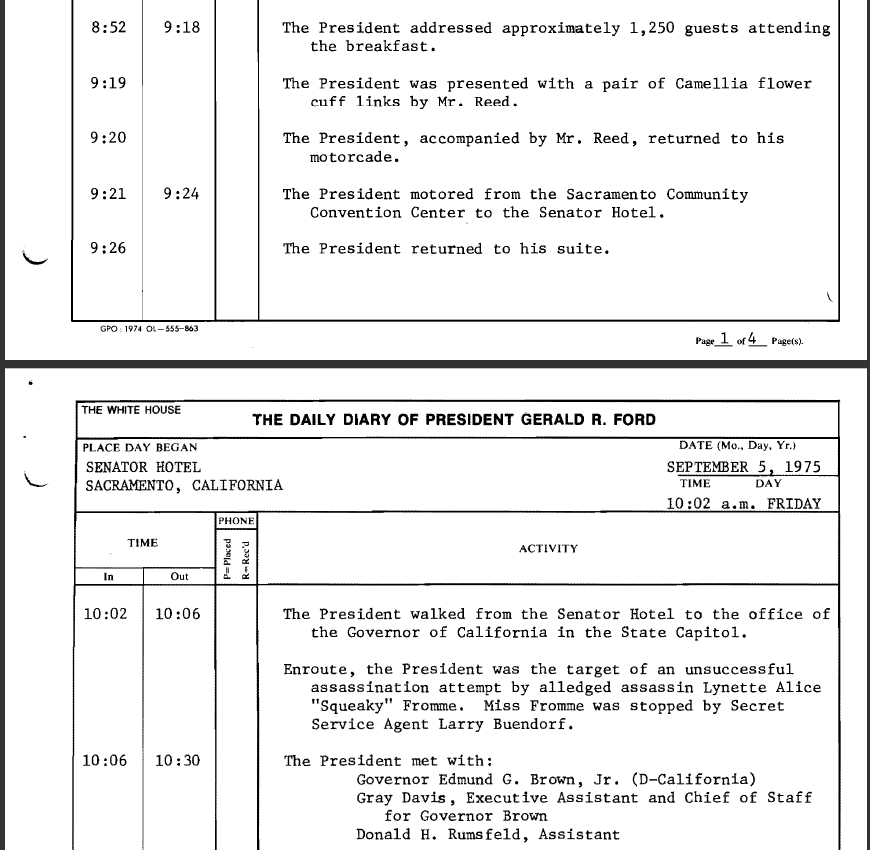
1975년 9월 5일 포드의 대통령 일일 일지

거의 동시에 프롬은 캘리포니아의 거대한 해안 레드우드 중 세계에서 가장 키 큰 나무들이 자동차 스모그가 시골 지역까지 도달하여 쓰러질 위험에 처해 있다고 믿게 되었다. 레드우드의 운명에 개인적으로 책임감을 느낀 프롬은 샌프란시스코로 가서 샌프란시스코 정부 관리와 만나 나무들을 오염으로부터 구하기 위해 논의했다. 샌프란시스코에서 돌아온 프롬은 P가 아파트에서 뉴스 보도를 시청하고 포드의 새크라멘토 방문 계획에 대한 일부 세부 정보를 알게 되었다. 포드가 묵을 호텔인 Senator Hotel은 프롬의 새크라멘토 아파트에서 one-half 마일 (800 m) (도보로 약 15분 거리) 약간 넘게 떨어져 있었다. 이 시점에서 프롬은 정부의 상징인 포드 대통령을 살해함으로써 나무에 대한 관심을 끌기로 결정했다. 프롬은 자신의 결정이 "생명을 얻기 위한" 욕구, 즉 "나의 삶뿐만 아니라 깨끗한 공기, 건강한 물, 그리고 생물과 창조물에 대한 존중"에 뿌리를 두고 있다고 말했다.

### 무기
64년 전인 1911년 콜트 파이어암스에서 생산된 콜트 M1911 권총은 이 모델 권총이 미국군의 표준 권총으로 채택된 해에 제조되었다. 1911년 제조된 프롬의 권총은 일리노이주 록 아일랜드 조병창으로 보내졌으며 일련번호는 94854이다. 이 권총은 미 육군에서 사용되었고, 이후 1913년에 군용 잉여품으로 판매되었다. 이 권총은 .45 ACP 탄약을 사용했지만, 암살 시도 당시 M1911은 "너무 크고 숨기기 어렵기" 때문에 흔한 범죄용 총기로 간주되지 않았다.
해럴드 E. "지크"/"매니" 보로(1909년생)는 은퇴한 연방 정부 공학 제도공으로, 65세에서 66세 사이에 맨슨 가족 주변을 맴돌며 "슈거 대디"로서 돈을 공급했다. 보로는 1974년 초 새크라멘토 공원에서 프롬을 만났다. 프롬은 새크라멘토에 있는 보로의 아파트를 방문하곤 했다. 우정의 대가로 보로는 자신의 캐딜락을 프롬에게 빌려주었고, 나중에 그녀가 자신의 캐딜락을 망가뜨린 후 그녀에게 빨간 1973년 폭스바겐을 사주었다. 1975년 7월 12일, 보로는 새크라멘토에서 캘리포니아 잭슨의 로턴 레인 끝으로 이사했다. 잭슨의 아파트에서 프롬은 보로에게 총을 달라고 요청했다. 프롬은 두 명의 룸메이트와 함께 사는 아파트에서 맨슨의 적들로부터 자신을 보호하기 위해 총이 필요하다고 보로에게 말했다. 보로는 권총과 탄약 절반 상자(25발)를 가지고 있었고, 프롬에게 망치를 뒤로 당겨 권총을 발사하는 방법을 보여주었다. 보로는 또한 자신의 아파트에 권총 카탈로그를 가지고 있었고, 프롬이 그것을 보고 보로가 프롬을 위해 다른 권총을 고르도록 허락했다. 그 후 프롬은 보로가 권총과 다른 물건들을 가져가지 말라고 항의했음에도 불구하고 M1911, 탄약, 탄창을 가지고 떠났다.

### 암살 시도 전날 포드의 활동
1975년 9월 4일, 프롬의 새크라멘토 암살 시도 전날, 포드는 워싱턴 D.C.에 있었다. 아침에 그는 미국 국가안보보좌관이자 국무장관인 헨리 키신저와 만났다. 이는 2012년 현재까지도 국가 안보 제한 조치에 따라 비공개였다. 회의 후 포드는 앤드루스 AFB에서 보잉 필드로 "스피릿 오브 '76"을 타고 날아가 시애틀에서 공화당 기금 모금 대회에 참석하고, 프레드 허친슨 암 연구 센터를 방문하고, 국내 및 경제 문제에 대한 회의에 참석했다. 오후 5시경, 포드는 포틀랜드로 날아가 공화당 기금 모금 행사에 참석하고, 약 13,000명의 어린이들과 함께 포틀랜드 청소년 바이센테니얼 집회에 참석했으며, 오레곤 담요 선물을 받았다. 오후 9시 30분, 포드는 매클렐런 공군 기지로 날아가 새크라멘토에 도착했으며, 오후 11시 30분에 상원 호텔 스위트룸에 도착했다.

## 암살 시도

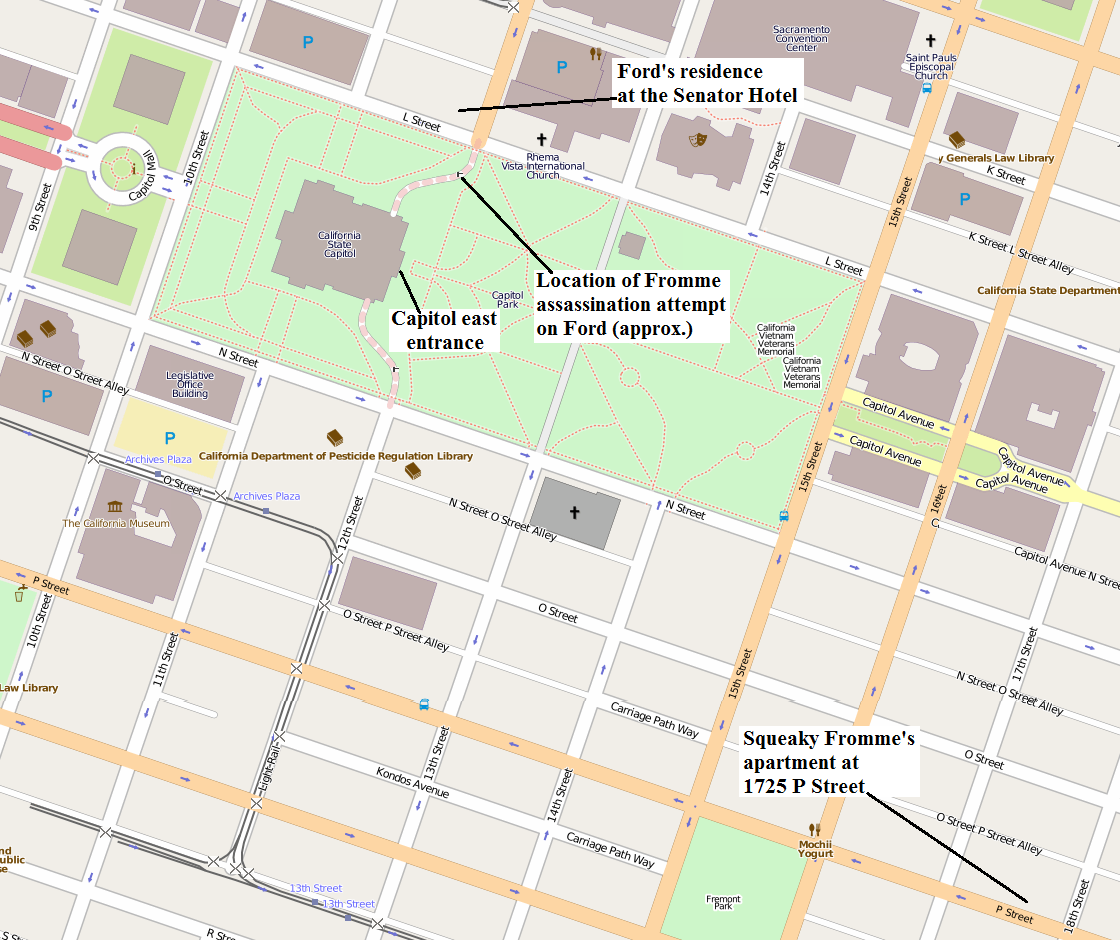
새크라멘토 포드 암살 시도 현장 지도

1975년 9월 5일 아침, 프롬은 "동물과 흙의 색깔을 위해" 완전히 붉은색 옷을 입고 콜트 .45 권총을 왼쪽 다리에 묶인 다리 홀스터에 넣고 아파트에서 캘리포니아 주 의사당 부지로 향했다. 오전 9시 26분, 포드는 호스트 조찬회에서 두 시간 동안 연설을 마친 후 1121 L가(L Street) (북위 38° 34′ 39″ 서경 121° 29′ 31″ / 북위 38.577574°  서경 121.492076° )에 있는 상원 호텔로 돌아왔다. 상원 호텔 스위트룸에서 포드는 링컨 하이웨이라고도 알려진 L가를 건너 오전 10시 2분에 캐피톨 공원으로 들어섰고, 공원 길에 모인 사람들과 악수를 시작했다. 포드는 주 의사당 건물 입구를 향해 나아가고 있었다.
포드는 링컨 스트리트에서 캐피톨 공원의 포장된 보도를 따라 약 150 피트 (50 m)를 이동했고, "밝은 색 옷을 입은 여인"을 보고 주 의사당까지의 중간 지점에서 멈췄다. 포드 양쪽에 있던 사람들은 그와 악수를 하고 싶어 했고, 포드는 빨간 옷을 입은 여인도 악수하거나 대화하고 싶어 할 것이라고 생각했다. 26세의 프롬은 포드에게서 two 피트 (60 cm) 떨어진 곳, 군중의 첫 번째 줄 뒤에 서서 옷 안에 손을 넣어 다리 홀스터에서 콜트 .45 권총을 꺼냈다. 프롬은 사람들로 가득 찬 첫 번째 줄을 뚫고 포드를 향해 오른팔을 들어 올렸고, 포드의 무릎과 허리 사이 높이로 총을 겨누었다. 포드의 시점에서 그는 "멈추었을 때, 첫 번째 줄의 군중 속에서 손이 나오는 것을 보았고, 그것이 제가 본 첫 번째 행동이었지만, 그 손에는 총이 있었습니다."라고 말했다.

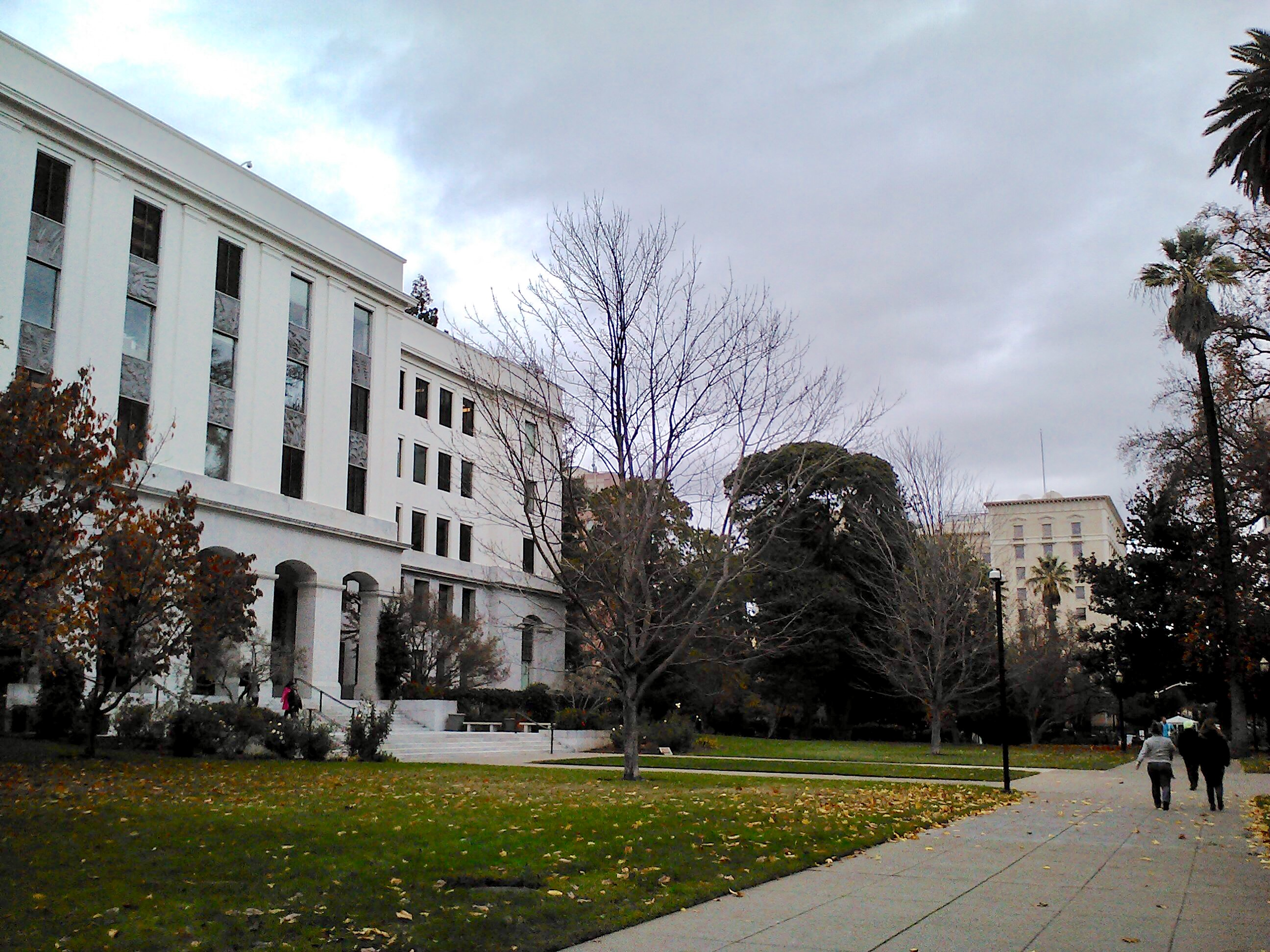
캘리포니아 주 의사당 동쪽 입구를 북쪽으로 바라본 모습으로, 배경에는 상원 호텔이 보인다.

권총에는 권총 손잡이에 있는 분리 가능한 탄창에 탄약이 들어 있었지만, 총의 약실에는 탄환이 장전되어 있지 않았다. 당시 프롬은 총 슬라이드를 뒤로 당겨 권총 약실에 탄약을 넣어야 한다는 것을 알지 못했다. 5년 뒤인 1980년, 연방 교도소 캠프 올더슨에서 프롬은 자신이 "그 남자를 죽이기로 결심하지 않았기 때문에" 권총 탄창의 맨 위 탄약을 P가 아파트 바닥에 일부러 빼냈다고 주장했다.

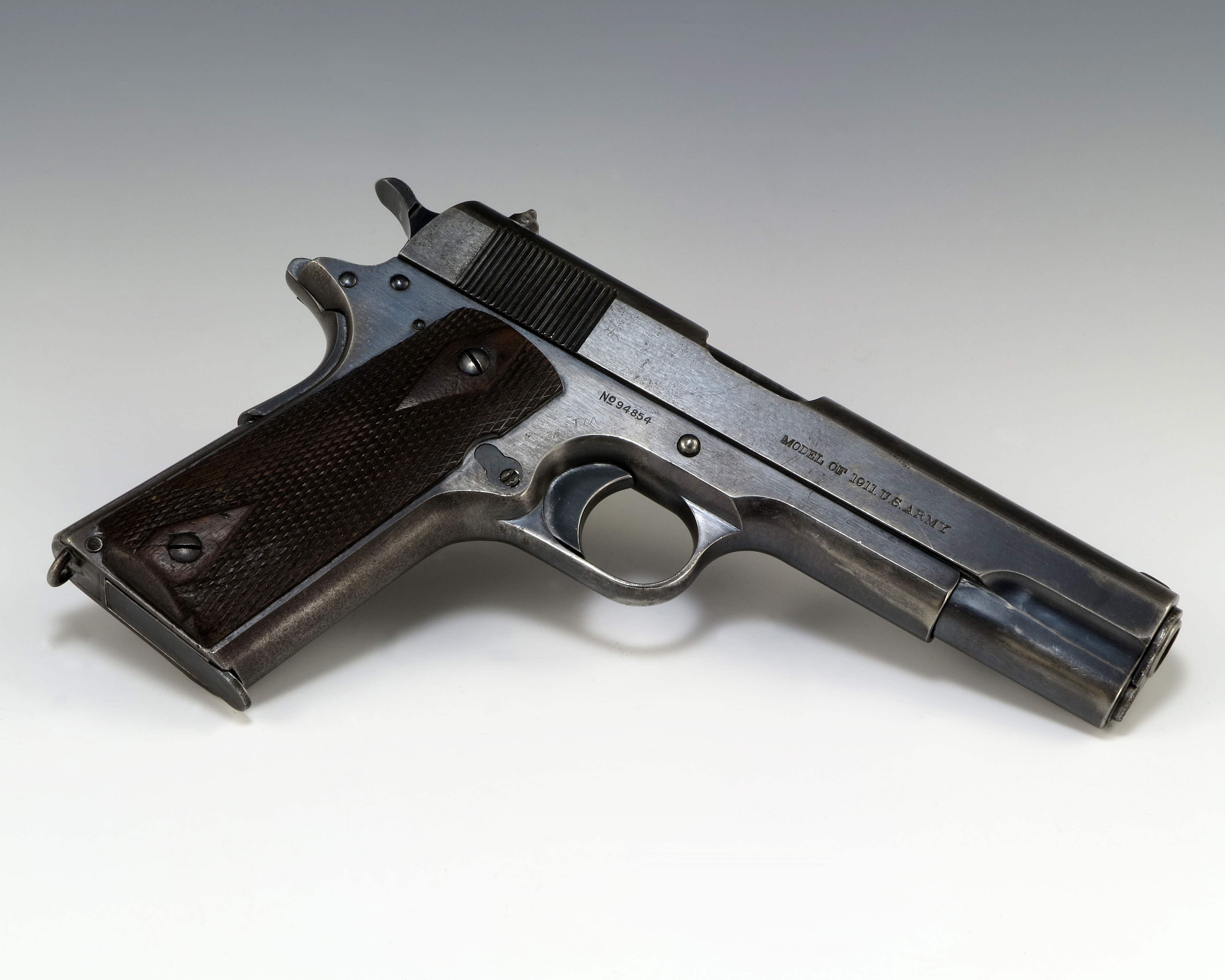
1975년 9월 5일 포드 암살 시도에 사용된 프롬의 권총이 제럴드 R. 포드 대통령 박물관에 전시되어 있다.

프롬이 포드에게 총을 겨눌 때, 여러 사람들이 "금속성 딸깍 소리"를 들었다. 그녀가 "발사되지 않아!"라고 외치자, 비밀경호국 요원 래리 부엔도르프가 총을 잡고 프롬의 손에서 빼앗아 그녀를 바닥에 쓰러뜨렸다. 바닥에서 프롬은 "발사되지 않았어. 믿을 수 있어? 발사되지 않았어."라고 말했다. 한 비밀경호국 요원이 "엎드려, 가자!"라고 외쳤다. 비밀경호국 요원들은 포드를 프롬에게서 의사당 동쪽 입구 쪽으로 반쯤 끌고 갔고, 포드는 "나를 내려줘! 내려줘!"라고 외쳤다. 포드는 캘리포니아 주 의사당으로 계속 걸어 들어가 오전 10시 6분에 캘리포니아 주지사 제리 브라운을 만나 사업 이야기를 마칠 때까지 암살 시도를 언급하지 않고 30분 동안 대화했다. 포드는 나중에 자신이 겁먹지 않았다고 말했으며, "그날 일정을 계속하는 것이 좋겠다고 생각했다"고 결론지었다.

### 여파
시도 이후 비밀경호국은 다음 캘리포니아 방문 시 기자나 사진작가가 대통령에게 접근하는 것을 허용하지 않았다. 1975년 9월 20일, 미국 연방 판사 토머스 J. 맥브라이드는 프롬에 대한 미국 대통령 암살 미수 재판 시작일을 1975년 11월 4일로 정했다. 재판 시작 3일 전, 포드 대통령은 프롬 재판의 변호측 증인으로 백악관에서 비디오테이프 증언을 했다. 이 증언은 미국 대통령이 형사 재판에서 증언한 첫 사례였다.
11월 4일, 검찰은 암살 시도 직후 프롬의 차와 아파트에서 압수한 약 1,000점의 증거물을 제시할 준비가 되어 있었다. 여기에는 그녀가 보로에게서 가져온 상자에 들어 있던 .45구경 탄약과 『현대 권총』이라는 책이 포함되어 있었다. 재판 도중 프롬은 협조를 거부했으며, 심지어 검찰측 검사 드웨인 키예스가 프롬이 "증오와 폭력으로 가득 차 있다"며 그녀의 처벌이 엄중해야 한다고 주장하자 그에게 사과를 던지기까지 했다.

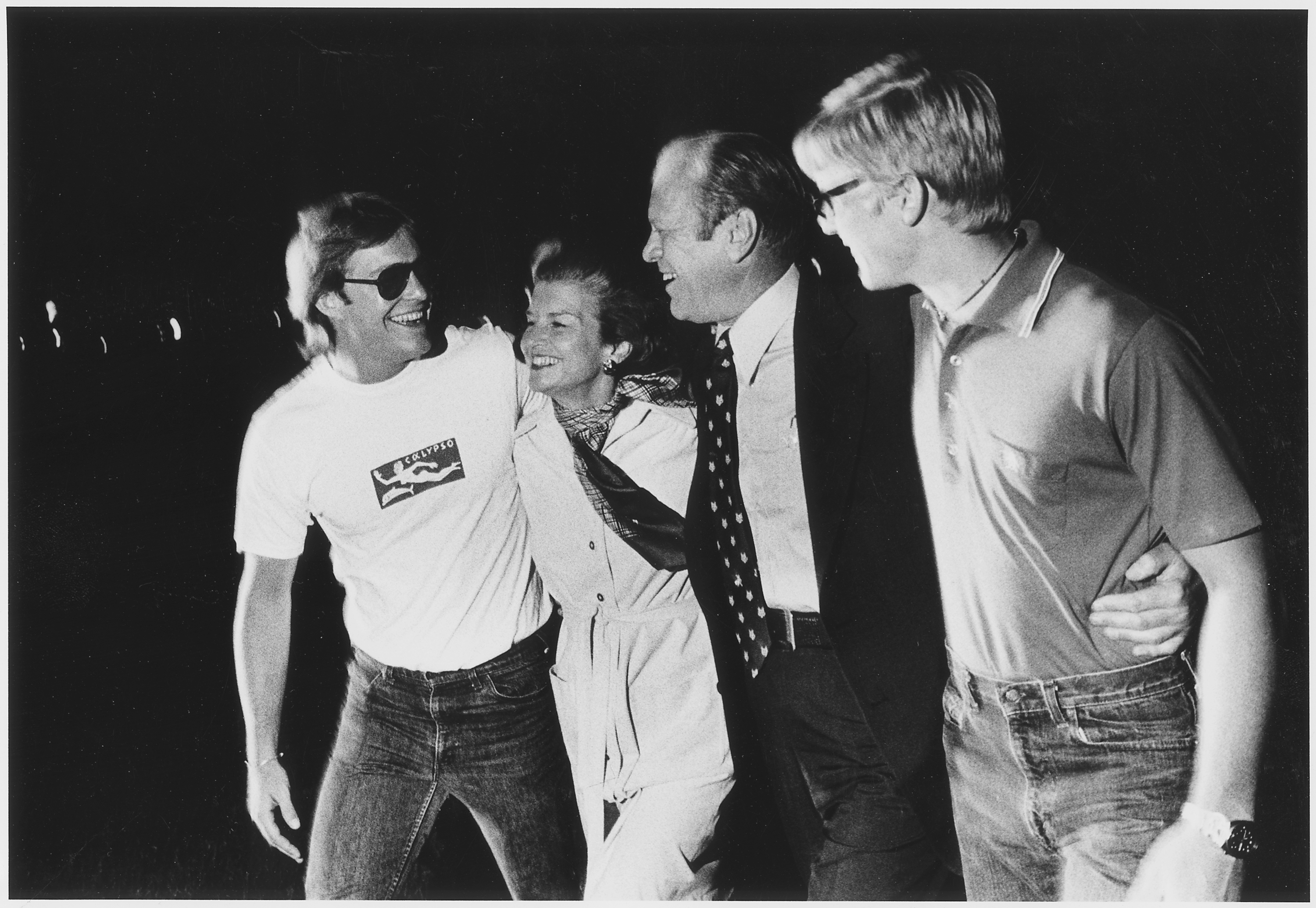
새크라멘토 암살 시도 약 10시간 후 워싱턴 D.C. 백악관에서 가족들의 영접을 받는 포드

재판은 1975년 11월 19일에 끝났으며, 프롬은 포드 대통령 암살 미수 혐의로 유죄 판결을 받았다. 프롬은 종신형을 선고받았다. 수감 중 프롬은 교도소를 탈출했고, 그 결과 이틀 뒤인 1987년 12월 26일에 체포된 후 형기에 추가 시간이 더해졌다.
1976년 3월, 프롬의 재판 후 몇 달이 지나고 스타워즈의 촬영이 시작될 때, 감독 조지 루카스는 주인공 루크 스타킬러의 성이 찰스 맨슨과 맨슨 패밀리를 암시하는 "유명인 살인자"로 오해될 수 있다는 우려를 통보받았다. 루카스는 이 캐릭터를 루크 스카이워커로 개명하기로 결정했으며, 2007년 회상하기를 "[스타킬러]는 매우 불쾌한 의미를 가지고 있었다"고 말했다.
베티 포드는 2004년 래리 킹 라이브 인터뷰에서 프롬의 남편에 대한 시도 이후, 남편이 백악관을 떠날 때마다 백악관 발코니 중 한 곳에서 그의 안전을 위해 기도했다고 밝혔다. 새크라멘토 암살 시도는 포드 대통령 재임 기간 동안 그에 대한 첫 암살 시도였다. 1975년 9월 22일, 프롬이 새크라멘토에서 포드를 살해하려 시도한 지 17일 후, 급진적 정치인인 사라 제인 무어는 샌프란시스코에서 포드를 살해하려 시도했다. 이 두 번째 암살 시도 역시 실패했고, 이틀 후 캘리포니아 주지사 제리 브라운은 캘리포니아에서 포드에 대한 두 암살 시도에 대응하여 중범죄에 총기를 사용한 유죄 판결을 받은 사람들에게 의무적 형기를 부과하고 총기 구매자에게 15일의 총기 인도를 기다리도록 요구하는 법안에 서명했다. 포드는 추가 암살 시도 없이 1974-77년 대통령 임기를 마쳤다.
1981년, 제럴드 R. 포드 대통령 박물관은 포드의 고향인 그랜드래피즈에 헌정되었다. 1989년 8월 23일, 새크라멘토의 미국 검찰청은 프롬의 권총을 박물관에 기증했다. 포드는 2006년 12월 26일에 자연사했다.
프롬은 포드의 사망 2년 8개월 후인 2009년 8월 14일에 석방되었다. 그녀는 뉴욕 마시로 이사하여 "제2차 세계 대전 시대의 낡은 금속 퀴온셋 오두막처럼 보이는" 집에 로버트 발드너와 함께 살았는데, 발드너는 자신의 처남을 살해하고 1992년에 석방된 또 다른 전과자였다.

## 사진

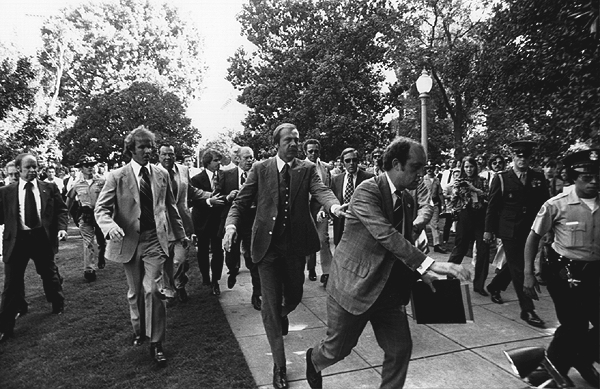
암살 시도로부터 서둘러 이동되는 포드 (오전 10시 5분 PDT)
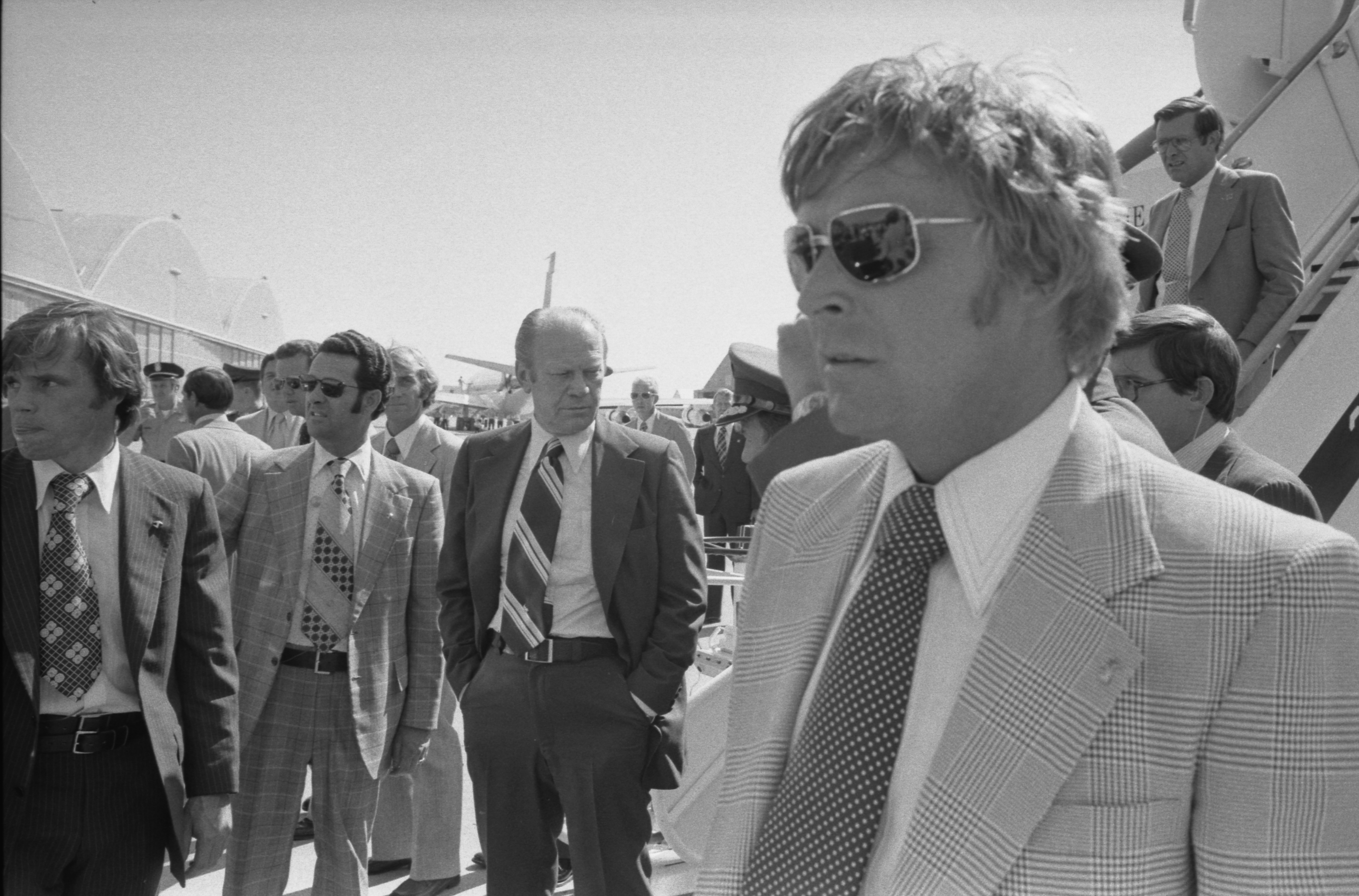
새크라멘토를 떠나 백악관으로 가기 위해 기다리는 매클렐런 공군 기지의 포드 (오후 3시 10분 PDT)
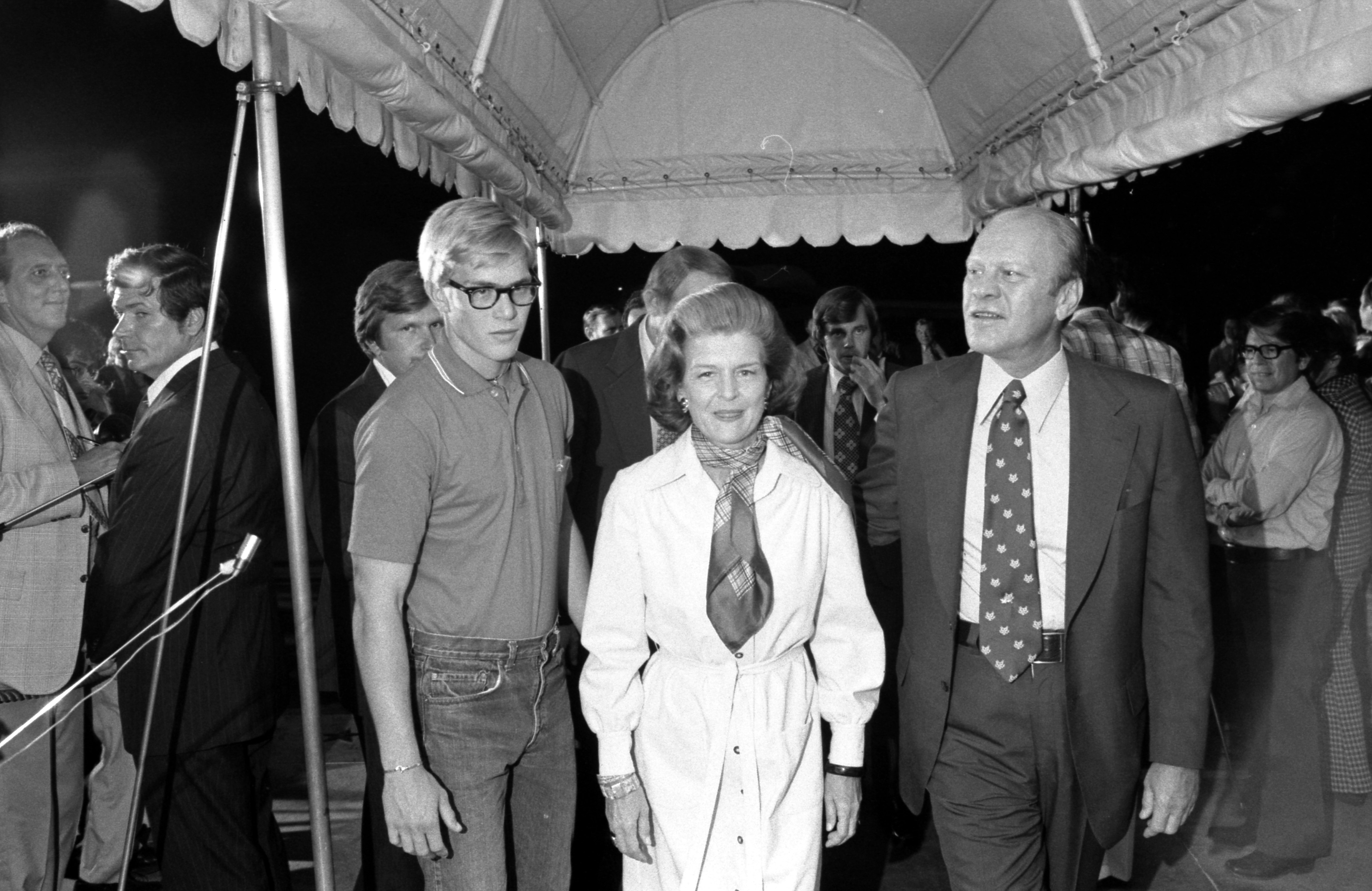
1975년 9월 5일 오후 10시 50분 (오후 7시 50분 PDT경) 백악관에 도착한 포드
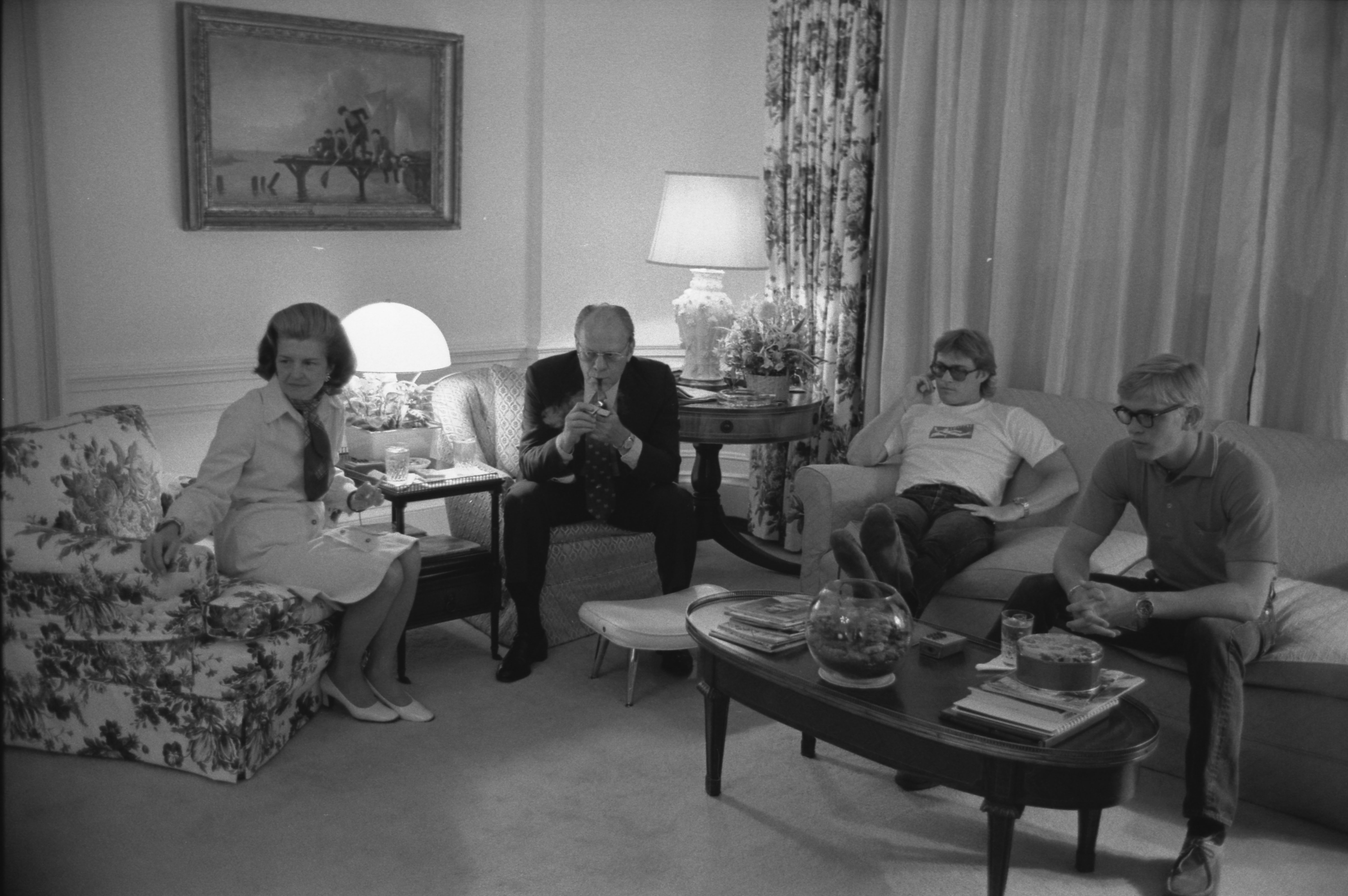
오후 11시 (오후 8시 PDT) 백악관 2층에서 암살 시도 뉴스 보도를 시청하는 포드 가족

## 같이 보기
- 미국 대통령 암살 미수 및 음모 목록
- 샌프란시스코에서의 제럴드 포드 암살 시도